# Cornallis
Cornallis is een kevergeslacht uit de familie van de boktorren (Cerambycidae). De wetenschappelijke naam van het geslacht werd voor het eerst geldig gepubliceerd in 1864 door Thomson.

## Soorten
Cornallis omvat de volgende soorten:
- Cornallis gracilipes Thomson, 1864
- Cornallis indica Breuning, 1969